# Heteropterys reticulata
Heteropterys reticulata är en tvåhjärtbladig växtart som beskrevs av August Heinrich Rudolf Grisebach. Heteropterys reticulata ingår i släktet Heteropterys och familjen Malpighiaceae. Inga underarter finns listade i Catalogue of Life.